# Lumba-Bayabao
Lumba-Bayabao est une localité de la province de Lanao du Sud, aux Philippines. En 2015, elle compte 36 151 habitants.